# Mărgărita Miller-Verghy
Mărgărita Emilia Miller-Verghy (numele la naștere: Emilia Marghita Orwin; n. 1 ianuarie 1865, Iași, Principatele Unite Române – d. 31 decembrie 1953, București, România) a fost o scriitoare, autoare de manuale și cărți de educație, ziaristă, literată, publicistă, nuvelistă, feministă, animatoare a unor cercuri artistice.
A fost o publicistă foarte diversă ca preocupări, dar fără o vocație literară precisă, autoare de manuale și cărți de educație, animatoare a unor cercuri artistice (precum cel de la Maison d'Art). Prenumele apare și în variantele Margărita, Margareta. Licențiată a Facultății de filosofie și litere de la Geneva, întoarsă în țară, își începe activitatea.

## Biografie
Mărgărita Miller-Verghy s-a născut pe 1 ianuarie 1865 în Iași și era de origine polonezo-română. Mama ei, Elena Verghy, aparținea aristocrației boierești din regiunea Moldovei, iar tatăl ei, cel de-al doilea soț al Elenei, profesor de limbi străine la Iași, era descendent al contelui Milewski, dar folosea numele Gheorghe Miller. Când el a murit brusc în 1869, Elena Verghy, rămasă văduvă a doua oară, și-a înscris cele două fiice – Mărgărita, cea mică, și Lucreția, cea mare, la Pensionul Notre Dame de Sion din Iași. Din nefericire sora cea mare moare și mama decide să plece cu Mărgărita mai întâi la Paris, apoi la Geneva, unde copila, diagnosticată greșit cu boala Pott, o localizare vertebrala a tuberculozei, trebuia să primească tratament. Au petrecut aproximativ opt ani în străinătate, timp în care Mărgărita, o fetiță talentată, dar firavă și bolnăvicioasă, a învățat să vorbească șase limbi străine.
Elena și Mărgărita s-au stabilit la București în anii 1870, după ce cea mai mare parte a moștenirii lor se spulberase pentru că fusese lăsată în grija unui frate neglijent al mamei care locuia la Iași. Elena Verghy, Mamițica, cum i se spunea, a înființat o școală pe Strada Primăverii, actuala Căderea Bastiliei, Pensionul Miller-Verghy cu clase primare și de liceu, fiind prima din România care a organizat examene de bacalaureat pentru domnișoare, în 1874, și a angajat ca profesori celebritățile literare ale României. Mărgărita a urmat școala fondată de Elena Verghy, dar și-a dat bacalaureatul la Școala Elena Doamna, în 1877.
În acea perioadă, sora mai mare a Elenei Verghy, numită tot Lucreția, s-a căsătorit cu judecătorul Alexandru Lupașcu. Cele trei doamne Miller-Verghys s-au împrietenit cu Barbu Ștefănescu Delavrancea, tânăr scriitor la acea vreme, care a curtat-o o vreme pe Mărgărita. În anii 1880, tânăra l-a cunoscut pe Mihai Eminescu și în 1883 a debutat ca scriitoare, unul dintre romanele sale fiind publicat în foileton de cotidianul Națiunea, sub semnătura Marmill.
Și-a continuat apoi studiile la Universitatea din Geneva (filosofia și științele politice), unde a absolvit Literele și a luat un doctorat în filozofie (1895). La a doua întoarcere din Elveția, a devenit profesoară la Internatul Secundar nr. 2 din București și din 1900 a fost directoarea Școlii Elena Doamna. În 1900, a publicat propriul său curs de predare a limbii franceză pentru uzul claselor superiore de liceu și pentru fetele externe, devenind apoi vicepreședintă a clubului Maison d'Art, o societate filantropică condusă de principesa Elisabeta a României.
Mărgărita a început să se ocupe de traducerea operei lui Eminescu și a tradus din engleză Regele Lear, Macbeth și Cum vă place, piesele lui William Shakespeare, pentru dramatizări cerute de Teatrul Național din București. În această perioadă a scris pentru mai multe ziare și reviste - Viața Românească, Dreptatea, Flacăra și La Roumanie (ediția în limba franceză). Împreună cu Izabela Sadoveanu-Evan, Bucura Dumbravă și alte femei scriitoare a fost membră fondatoare a Asociației Cercetașelor.
Până în 1914, Mărgărita Miller-Verghy devenise traducătoare oficială a Principesei Maria a României, ocupându-se de traducerea poveștii "Visătorul de vise", apoi "Ilderim: Poveste în umbră și lumină". Un an mai târziu, a tradus în limba română volumul Mariei, "Patru anotimpuri din viața unui om", într-o ediție ilustrată de pictorul Nicolae Grant.
În 1914–1916, perioada de neutralitate a României, Mărgărita a organizat un cerc cultural la București, considerat germanofil, la care participau pianista Cella Delavrancea, fiica lui Barbu Delavrancea, și scriitorul Mateiu Caragiale. Aici a cunoscut-o Mateiu Caragiale pe Marica Sion, fiica poetului Gheorghe Sion, cu care se va căsători în 1932, deși mireasa avea 63 de ani, iar scriitorul doar 38.
În 1916, după ce România a intrat în război, Școala Elena Doamna a devenit spital militar, iar Mărgărita s-a înregistrat ca asistentă la Crucea Roșie. În timpul ocupației germane, în iunie 1918, ea și Maruca Cantacuzino au ajutat la înființarea unei societăți filantropice pentru orfanii de război, au finanțat magazine de caritate și au continuat să ajute copiii aflați în nevoie chiar și după încheierea războiului.
În perioada interbelică a continuat să organizeze activități literare și a publicat ghidul de călătorie "România în imagini" la Paris, în 1919, broșură care a fost pusă în vânzare pentru publicul european, în speranța de a ajuta la construirea noii imagini a României Mari. Pe 19 mai 1922, Mărgărita a fost admisă în Societatea Scriitorilor din România și a condus un mic teatru bucureștean deținut de Maison d'Art, scriind, în acea perioadă, literatura pentru copii.
Aflată în vizită la Paris, în 1924 (după alte surse, 1922), scriitoarea care se întorcea cu un taxi de la Muzeul Gustave Moreau a fost victima unui grav accident rutier în care era aproape să-și piardă viața. Mașina în care se afla a fost lovită de un camion și, printre alte răni grave, și-a pierdut vederea la ambii ochi pentru că șocul puternic a provocat dezlipire de retină. A fost tratată câțiva ani la clinica doctorului Sourdille din Nantes, nu și-a revenit niciodată pe deplin, dar a continuat să scrie și să traducă dictând unei secretare opera sa. Accidentul și lunga convalescență i-au stârnit interesul pentru spiritualitate, astfel că la mijlocul anilor 1920, a devenit membră a Societății Teozofice.
Scriitoarea a avut relații de prietenie cu diverse personalități literare, printre care romanciera Lucia Demetrius, cu care a devenit prietenă apropiată, și cu Elena Văcărescu. În anii 1930, acest grup de femei inteligente și vizionare a achiziționat mai multe vile la Balcic, care au fost apoi folosite apoi pe post de case de vacanță pentru pictori, sculptori și muzicieni. Tot în acea perioadă Mărgărita a organizat o schemă de caritate prin care fostele eleve de la Școala de Fete Elena Doamna contribuiau la pensiile profesoarelor lor care se retrăgeau din activitate.
Între 1934 și 1936, Mărgărita Miller-Verghy a lucrat la traducerea din engleză a autobiografiei complete a reginei Maria a României, Povestea vieții mele, și și-a adunat propriile romane într-un volum publicat în 1935 sub numele "Umbre pe ecran", devenind o cercetătoare pasionată a feminismului românesc. Împreună cu Ecaterina Săndulescu a publicat "Evoluția scrisului feminin în România", prefațată de Eugen Lovinescu.
În timpul celui de-al Doilea Război Mondial, Mărgărita Miller-Verghy a fost activă ca dramaturg, iar în 1946, în ciuda faptului că era deja oarbă și afectată de bolile bătrâneții, a publicat cea mai cunoscută lucrare de ficțiune a sa, "Prințesa în crinolină", despre investigațiile detectivilor amatori Diomed și Florin, care, împreună cu colega lor Clelia, descoperă cine a fost ucigașul prințesei moldovene Ralu Muzuridi.
Războiul și venirea comunismului au adus-o pe bătrâna doamnă Miller-Verghy în pragul sărăciei. Trăia în condiții precare și primea deseori sprijin financiar de la fostele ei studente și eleve, câștigând doar puțini bani din traducerile pe care le făcea și o pensie foarte mica de la Societatea Scriitorilor. A scris sub pseudonimele: Dionis (romanul Theano), Ilie Cambrea (piesa de teatru Pentru tine).
Scriitoarea s-a mutat la Azilul pentru bătrâni „Mitropolitul Ghenadie”, aflat pe Strada Labirint nr 78 unde va locui, în condiții foarte modeste, până la sfârșitul vieții. A murit pe 31 decembrie 1953, cu o zi înainte de a împlini 88 de ani, și a fost înmormântată alături de mama ei, Elena, la cimitirul Bellu din București.

## Opera
- Lucrările practice în Școala normală din „Azilul Elena Doamna”, București, 1907
- Theano, roman semnat cu pseudonimul Dionis, București, 1910
- Izvoade strămoșești, București, 1911
- Copiii lui Răzvan. Carte de lectură pentru școlile secundare, București, 1912
- Theano, roman în limba franceză, Paris, 1920
- Sanda, Anca și Minai, carte pentru tineret, București, 1920
- Evoluția scrisului feminin în Romania, în colaborare cu Ecaterina Săndulescu, București, 1935
- Umbre pe ecran, nuvele, București, 1935
- Anna Roth-Cobilovici, 40 de ani de activitate artistică, București
- Cealaltă lumină , București, 1944
- La dynastie roumaine [Dinastia română], București
- Velnițe vechi, Bucuresti
- Blandina, roman, traducere, prefață, îngrijire de text și note de Emilia St. Milicescu, Cluj-Napoca, 1980

## Traduceri
- Robert Browning, Milred (O pată pe blazon)
- Mihai Eminescu, Quelques poasies de ~, traducere în limba franceză, București, 1910
- W. Shakespeare, Regele Lear, 1911
- Maria, Regina Romaniei, Visătorul de vise. Fantezie, București, 1914
- R. Tagore, Grădinarul, traducere după versiunea engleza, București, 1914
- Elizabeth Barrett Browning, Sonete portugheze, București, 1915
- Maria, Regina Romaniei, Ilderim. Poveste în umbră și lumină, București, 1915
- Edgar Wallace, Asociația secretă „Broscoiul", roman, București, 1933
- J.E Esslemont, Buna' u'llah și era nouă, București, 1934
- Maria, Regina României, Povestea vieții mele, I-III, București, 1934-l936
- Ursula Parott, Lisbeth, București, 1946
- George Meredith, Rhoda Fleming, București, 1947